# Kyste de Baker
 Mise en garde médicale
Le kyste de Baker (ou kyste poplité) est un kyste, c'est-à-dire une poche close entourée d'une membrane épithéliale distincte et se développant anormalement dans la face arrière du genou (que l'on appelle le creux poplité), généralement aux dépens de la bourse séreuse poplitée.
C'est une tuméfaction régulière, rénitente (mi-dure) et non battante à l'auscultation. Dans les cas extrêmes, elle a la taille d'une balle de tennis. La douleur et la gêne fonctionnelle augmentent avec la taille.

## Étymologie
Son nom provient de celui du chirurgien anglais William Morrant Baker, né en 1839 et mort en 1896.

## Origines
Le kyste de Baker peut résulter d'un envahissement de liquide synovial à l'intérieur d'une zone arrière du genou fragilisée par :
- une maladie de l'articulation (cause mécanique telle qu'arthrose, chondrite, nécrose, atteintes méniscales et ligamentaires... ) ;
- une maladie du liquide synovial telle qu'ostéochondromatose, ou tumeurs ;
- une autre cause inflammatoire telle que polyarthrite rhumatoïde ou rhumatisme psoriasique..) ;
- infestation locale du genou par des organismes Parasites (bactéries du genre Borrelia, responsables de la maladie de Lyme par exemple).

## Symptômes
- Douleur et sensation de gonflement à l'arrière du genou.
- Tuméfaction visible quand le patient est debout ou en décubitus ventral.
- Une rupture de kyste se traduit par un gonflement et un hématome, souvent précédés d'une forte douleur dans le haut du mollet avec disparition du kyste.

## Diagnostic
L'auscultation éventuellement complétée par :
- une échographie en cas de kyste de petit volume,
- une radiographie du genou (face, profil, incidence rotulienne de 30° et 60°),
- un examen biologique: numération formule sanguine, vitesse de sédimentation, protéine C réactive,
- questionnaire (le patient a-t-il été antérieurement piqué par une tique, avec d'autres symptômes pouvant évoquer une maladie de Lyme ?)
- une ponction du kyste (après vérification d'absence d'anévrisme artériel), par une aiguille de gros diamètre car le liquide est souvent épais voire gélatineux. L'analyse du liquide permet d'éliminer ou confirmer certaines hypothèses de causes (mécanique, inflammatoire ou infectieuse).

## Soins
Il dépend de la cause identifiée. 
La chirurgie est très rarement nécessaire sauf :
- en cas d'atteinte synoviale par une tumeur (bénigne ou maligne) avec par exemple une ostéochondromatose. Elle est obligatoire dans ce cas ;
- en présence de troubles fonctionnels sérieux  (genu varum ou genu valgum) ;
- en cas de compression vasculo-nerveuse non soulagée par une ponction évacuatrice.